# جورج فينش
جورج فينش (بالإنجليزية: George Finch)‏ هو مستكشف وكيميائي أسترالي، ولد في 4 أغسطس 1888 في نيوساوث ويلز في أستراليا، وتوفي في 22 نوفمبر 1970 في لندن في المملكة المتحدة.

## وصلات خارجية
- جورج فينش على موقع أوليمبيديا (الإنجليزية)
- جورج فينش على موقع إن إن دي بي (الإنجليزية)